# Українська вишиванка (срібна монета)
«Украї́нська вишива́нка» — срібна пам'ятна монета номіналом 10 гривень, випущена Національним банком України, присвячена елементу народного костюма — українській вишиванці, яка своєю орнаментикою і кольоровою гамою відтворює традиції вишивання в кожному регіоні України.
Монету введено в обіг 20 серпня 2013 року. Вона належить до серії «Українська спадщина».

## Опис монети та характеристики
| Номінал грн. | Метал            | Маса, г      | Діаметр, мм | Якість виготовлення | Гурт                           | Тираж, штук |
| ------------ | ---------------- | ------------ | ----------- | ------------------- | ------------------------------ | ----------- |
| 10           | срібло 925 проби | 31,1 / 33,62 | 38,6        | пруф                | гладкий із заглибленим написом | 5 000       |

### Аверс
На аверсі монети розміщено: угорі малий Державний Герб України, напис півколом «НАЦІОНАЛЬНИЙ БАНК УКРАЇНИ», зображення дівчини з голкою в руках, яка вишиває полотно, на тлі полотна номінал: «10 гривень», під яким праворуч — рік карбування монети «2013».

### Реверс
На реверсі монети розміщено кольоровий фрагмент полотна вишиванки (голографічне зображення); напис півколом «УКРАЇНСЬКА» (угорі) «ВИШИВАНКА» (унизу).

## Автори

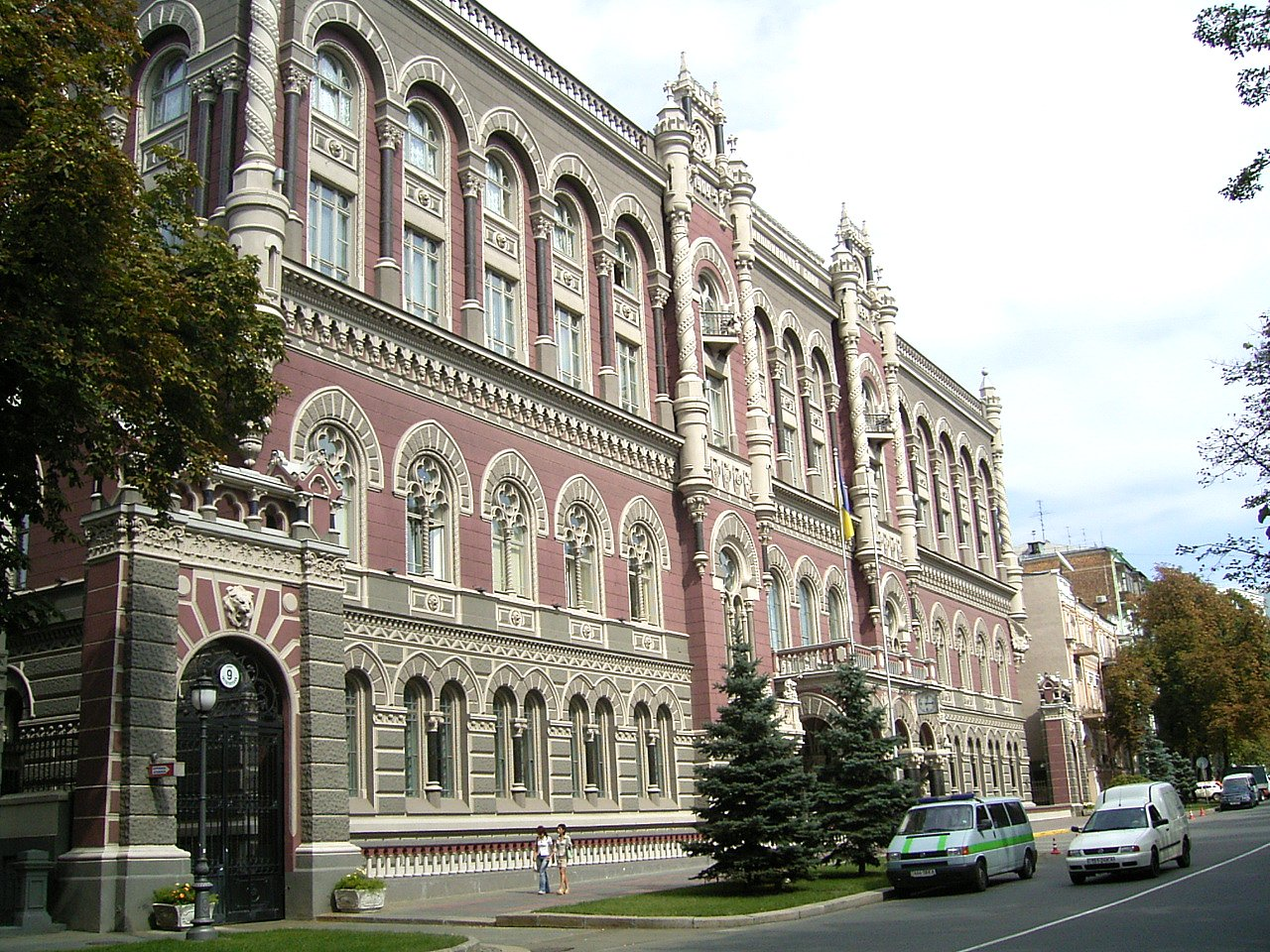
Будівля Національного банку України

- Художники: Таран Володимир, Харук Олександр, Харук Сергій.
- Скульптори: Дем'яненко Володимир, Атаманчук Володимир.

## Вартість монети
Ціна монети — 882 гривні, була вказана на сайті Національного банку України у 2016 році.
Фактична приблизна вартість монети з роками змінювалася так:
| Рік        | 2014 | 2015 | 2016  | 2017  | 2018  | 2019  | 2020  | 2021  | 2022  | 2023  | 2024   | 2025   |
| ---------- | ---- | ---- | ----- | ----- | ----- | ----- | ----- | ----- | ----- | ----- | ------ | ------ |
| Ціна, грн. | 650  | 820  | 1 000 | 1 350 | 1 070 | 1 100 | 1 250 | 2 100 | 3 800 | 6 000 | 11 000 | 12 000 |